# Matthew Ewald
Matthew Ewald (* 13. Oktober 1982 in Minnesota) ist ein US-amerikanischer Schauspieler, Drehbuchautor, Filmregisseur, Filmproduzent, Kameramann, Filmeditor und Autor.

## Leben
Ewald wurde am 13. Oktober 1982 im US-Bundesstaat Minnesota geboren. Er ist Absolvent der Mound Westonka High School, die bereits der Schauspieler Kevin Sorbo besuchte. Er debütierte 2002 in dem Katastrophenfilm Peace Virus – Die Bedrohung in der Rolle des Dylan Weston als Filmschauspieler. Ab demselben Jahr mimte er für 24 Episoden die Rolle des Nick Bluetooth in der Fernsehserie Galidor: Defenders of the Outer Dimension. Im Folgejahr übernahm er im Fernsehkatastrophenfilm Flashflood – Wenn der Damm bricht, Alternativtitel Die Große Flut – Wenn die Welt versinkt, die Rolle des Garth Powell. 2004 wirkte er in einer Episode der Fernsehserie Star Trek: New Voyages mit. Erst 2011 in den Kurzfilmen Scarecrow at Midnight und Respawner folgten weitere Rollen als Filmschauspieler. 2012 wirkte er als Darsteller im Videospiel FearFighter mit.
Seit 2009 ist er als Autor tätig. Er hat sich auf Horror-Romane spezialisiert.
Eine wiederkehrende Rolle übernahm Ewald in der Fernsehserie House on the Hill von 2014 bis 2015. 2014 übernahm er die Regie des Fernsehfilms The Invited. 2017 stellte er in vier Episoden der Fernsehserie The Lovecraft Chronicles, Volume 2 die Rolle des Cthulhu dar. 2018 verkörperte er unter anderen zwei Nebenrollen im Spielfilm Rampage – Big Meets Bigger mit Dwayne Johnson und zwei weitere Nebenrollen im Spielfilm Der Spitzenkandidat mit Hugh Jackman. Eine Nebenrolle erhielt er im Clint-Eastwood-Film Der Fall Richard Jewell.  2020 verfasste er das Drehbuch für sieben Episoden der Fernsehserie Bath Salts.

## Filmografie

### Schauspiel
- 2002: Peace Virus – Die Bedrohung (Terminal Error)
- 2002: Galidor: Defenders of the Outer Dimension (Fernsehserie, 24 Episoden)
- 2003: Flashflood – Wenn der Damm bricht (Killer Flood: The Day the Dam Broke) (Fernsehfilm)
- 2004: Star Trek: New Voyages (Fernsehserie, Episode 1x13)
- 2011: Scarecrow at Midnight (Kurzfilm)
- 2011: Respawner (Kurzfilm)
- 2012: Dante’s Inferno (Kurzfilm)
- 2012: G.H.O.S.T.
- 2012: Slayground (Kurzfilm)
- 2012: Singularity (Kurzfilm)
- 2013: Bath Salts (Fernsehserie, Episode 1x03)
- 2013: Scary Stories to Tell in the Dark (Fernsehserie, Episode 1x07)
- 2013: The Locked Room (Kurzfilm)
- 2014: Star Trek Continues (Fernsehserie, Episode 1x02)
- 2014: The Invited (Fernsehfilm)
- 2014–2015: House on the Hill (Fernsehserie, 3 Episoden)
- 2015: Plan 9
- 2015: Shadowhunters: Devilspeak (Kurzfilm)
- 2015: Athena
- 2016: Gravebit (Mini-Serie, 3 Episoden)
- 2017: Skeleton Key 3 Part 2
- 2017: The Lovecraft Chronicles, Volume 2 (Fernsehserie, 4 Episoden)
- 2017: Turn: Washington’s Spies (Fernsehserie, Episode 4x04)
- 2017: Manhunt (Fernsehserie, Episode 1x01)
- 2017: Deadlines
- 2017: The Pardoned (Kurzfilm)
- 2018: Homicide Hunter – Dem Mörder auf der Spur (Homicide Hunter: Lt. Joe Kenda) (Fernsehdokuserie, Episode 7x15)
- 2018: Revenge of the Exorcist
- 2018: Point Man
- 2018: Rampage – Big Meets Bigger (Rampage)
- 2018: The Inspectors (Fernsehserie, Episode 3x22)
- 2018: Murder Comes to Town (Fernsehdokuserie, Episode 5x04)
- 2018: Mostly 4 Millennials (Fernsehserie, Episode 1x01)
- 2018: Der Spitzenkandidat (The Front Runner)
- 2018: Mysterien im Museum (Mysteries at the Museum) (Fernsehdokuserie, 3 Episoden)
- 2018: Hyper Piper and the Adventures on I.V.I. (Mini-Serie)
- 2018: Strangers by a Fire (Kurzfilm)
- 2018: MMO:IRL
- 2018: Detective Demery: Mord ist sein Metier (Murder Chose Me) (Fernsehserie, Episode 2x09)
- 2019: Morty (Fernsehserie, 2 Episoden, verschiedene Rollen)
- 2019: 9Realms: The Parting Gift (Kurzfilm)
- 2019: Asylum Origins: Harley (Fernsehserie)
- 2019: Der Fall Richard Jewell (Richard Jewell)
- 2019: Negative Space (Kurzfilm)
- 2020: Sons of Thunder (Fernsehserie, Episode 1x06)
- 2020: The Last Rite (Kurzfilm)
- 2020: The Sparrow (Kurzfilm)
- 2020: The Stalker
- 2020: The Fright Before Christmas
- 2020: Orbital (Kurzfilm)
- 2021: Spade: He of Crows
- 2021: The Coffin Bound Kings
- 2021: Are You Afraid of the Dark? – Nightmare of the Numeral Man (Mini-Serie)
- 2021: The Magic Order (Kurzfilm)

### Filmschaffender
- 2014: The Invited (Fernsehfilm) (Regie)
- 2015: Shadowhunters: Devilspeak (Kurzfilm) (Produktion)
- 2020: Bath Salts (Fernsehserie, 7 Episoden) (Drehbuch)
- 2020: The Last Rite (Kurzfilm) (Drehbuch, Regie, Produktion)
- 2020: The Sparrow (Kurzfilm) (Drehbuch, Regie, Produktion, Kamera, Filmschnitt)
- 2020: Orbital (Kurzfilm) (Drehbuch, Regie, Produktion, Kamera, Filmschnitt)
- 2021: Spade: He of Crows (Drehbuch, Regie, Kamera, Filmschnitt)
- 2021: The Coffin Bound Kings (Drehbuch, Regie, Produktion, Kamera, Filmschnitt)
- 2021: Are You Afraid of the Dark? – Nightmare of the Numeral Man (Mini-Serie) (Drehbuch, Regie, Produktion, Kamera, Filmschnitt)
- 2021: The Magic Order (Kurzfilm) (Drehbuch, Regie, Produktion, Kamera, Filmschnitt)

## Werke
- Necrotic Tissue, Issue #5, Stygian Publications, 2009.
- Whispers In The Cries, Black Bed Sheets Books, Valley Quail Ct. Antelope 2011, ISBN 978-0-9833773-6-8.
- Human Nature, Black Bed Sheets Books, Valley Quail Ct. Antelope 2014.
- Plan 9 From Outer Space: Movie Novelization, Darkstone Productions LLC, Virginia 2016, ISBN 978-1-5236-8930-9.
- The Coffin Clock: The Ghost Pirates of Coffin Cove, Black Bed Sheets Books, Valley Quail Ct. Antelope 2020, ISBN 978-1-946874-23-8.